# Đãng Xương Quốc
Đãng Xương (tiếng Trung: 宕昌; bính âm: Dàngchāng), cũng gọi là Đãng Xương Khương (宕昌羌), là một chính quyền được người Khương thành lập và tồn tại từ cuối thời Ngũ Hồ thập lục quốc đến thời Nam-Bắc triều trong lịch sử Trung Quốc. Lãnh thổ của Đãng Xương Quốc tương đương với nam bộ tỉnh Cam Túc ngày nay, đô thành là Đãng Xương thành (nay là phía tây huyện Đãng Xương, tỉnh Cam Túc). Thủ lĩnh của Đãng Xương Quốc mang họ Lương, sử sách chép lại rằng thủ lĩnh đầu tiên tên là Lương Cần.
Lương Cần tự xưng là Đãng Xương Vương, Lương Cần cùng những người kế vị thường cống nạp cho các chính quyền lân cận vào thời Nam Bắc triều, chịu nhận sách phong. Nam Tề thư chép rằng vào thời đó, Đãng Xương có "phong tục coi trọng bì hổ, dùng trong tang lễ"
Năm Bảo Định thứ 4 (564) dưới thời Bắc Chu Vũ Đế, Đãng Xương Vương Lương Di Định thường xâm phạm Bắc Chu, Bắc Chu Vũ Đế rất tức giận và đã lệnh cho đại tướng Điền Hoằng (田弘) đi tiêu diệt Đãng Xương Quốc, tại đất cũ của Đãng Xương Quốc thiết lập Đãng Châu. Đãng Xương Quốc từ đó diệt vong.

## Vua Đãng Xương
| Danh tính                | Thời gian tại vị              |
| ------------------------ | ----------------------------- |
| Lương Cần (梁勤)         | ？                            |
| Lương Di Hốt (梁彌忽)    | ？                            |
| Lương Hổ Tử (梁虎子)     | ？                            |
| Lương Di Trị (梁彌治)    | ？—478                        |
| Lương Di Cơ (梁彌機)     | 478—485                       |
| Lương Di Bác (梁彌博)    | 485                           |
| Lương Di Hiệt (梁彌頡)   | 485—488                       |
| Lương Di Thừa (梁彌承)   | 488—？                        |
| Lương Di Cáp (梁彌頜)    | ？                            |
| Lương Di Ung (梁彌邕)    | 502—？                        |
| Lương Di Bác (梁彌博)    | 505—？                        |
| Lương Di Thái (梁彌泰)   | ？                            |
| Lương Tiện Định (梁仚定) | ？—541                        |
| Lương Di Định (梁彌定)   | Lần 1: 541—550 Lần 2: 550—564 |
| Lương Lão Cam (梁獠甘)   | 550                           |